# سيبون
سيبون هي شركة عائلية جزائرية ذات مسؤولية محدودة تأسست عام 1997، متخصصة في إنتاج المنتجات الغذائية تحت العلامة التجارية المرجان.
اكتسبت الشركة شهرة كبيرة في عام 2024 في فرنسا بفضل منتجاتها لطعام الدهن، وذلك بفضل تيك توك. و اليوتيوب

## تاريخ
سيبون هي شركة ذات مسؤولية محدودة (SARL) ومقرها وهران، تأسست هذه الشركة العائلية في عام 1997. أنتجت منتجات غذائية للمعجنات تحت العلامة التجارية المرجان، مثل المواد الدهنية، والعسل، والقشدة المخفوقة، والملون الغذائي، والزيوت النباتية ، ومدقوق السكر، ونشا الذرة.

### طعام الدهن
نظرًا لضجة كبيرة على شبكات التواصل الاجتماعي مثل تيك توك، في البداية من خلال المؤثرين الجزائريين ثم من خلال المؤثرين الجزائريين في الشتات ، حظيت الشركة بشعبية في عام 2024 بفضل انتشار شيكولاتها القابلة للدهن، الذي أُنتج منذ عام 2021. وقد أُطلق في عام 2021 وسط جائحة فيروس كورونا. كما اختبره مؤثرون فرنسيون آخرون. في فرنسا، حيث تبيعها بعض محلات البقالة وتُستورد جزءً من تجارة أكياس التسوق ‏، وأدى إلى ارتفاع الطلب عليه ونفد للمخزون. وأدى هذا الطلب القوي إلى ارتفاع الأسعار في فرنسا.
في 13 سبتمبر 2024 ، حظر استيراد المنتوج إلى الاتحاد الأوروبي على أساس اللائحة رقم 2292/2022. التي تذكر المادة 20 الفقرة الثالثة، التي تنص على منع الحليب ومشتقاته من الدخول إلى دول الاتحاد إلاّ بعد اتفاق، حتى يُدرج البلد في القائمة المسموحة. وقد مُنعت شحنة من المنتج من دخول السوق الأوروبية، بعدما حجزت السلطات الفرنسية حاويات مليئة بالمنتج في ميناء مرسيليا. واستنكر نشطاء جزائريون ذلك.

## تكريمات
اختارت لجنة من المستهلكين الجزائريين مجموعة طعام الدهن منتج العام في 2022 و 2023 و 2024